# نيكولاس فان ديك
نيكولاس فـان ديك هو محامي وسياسي أمريكي، ولد في 20 ديسمبر 1770 في نيو كاسل في الولايات المتحدة، وتوفي بنفس المكان في 21 مايو 1826. نشط حزبياً في الحزب الفيدرالي الأمريكي.

## مناصب
- انتخب عضو مجلس الشيوخ الأمريكي [الإنجليزية]‏ عن دائرة Delaware Class 2 senate seat ‏ خلال فترته النيابية [الإنجليزية]‏ (4 مارس 1825 – 21 مايو 1826).
- انتخب عضو مجلس الشيوخ الأمريكي [الإنجليزية]‏ عن دائرة Delaware Class 2 senate seat ‏ خلال فترته النيابية [الإنجليزية]‏ (8 يناير 1824 – 4 مارس 1825).
- انتخب عضو مجلس الشيوخ الأمريكي [الإنجليزية]‏ عن دائرة Delaware Class 2 senate seat ‏ وقد انضم خلال فترته النيابية [الإنجليزية]‏ (4 مارس 1821 – 4 مارس 1823) للكتلة البرلمانية الحزب الفيدرالي الأمريكي.
- انتخب عضو مجلس الشيوخ الأمريكي [الإنجليزية]‏ عن دائرة Delaware Class 2 senate seat ‏ وقد انضم خلال فترته النيابية [الإنجليزية]‏ (4 مارس 1819 – 4 مارس 1821) للكتلة البرلمانية الحزب الفيدرالي الأمريكي.
- انتخب عضو مجلس الشيوخ الأمريكي [الإنجليزية]‏ عن دائرة Delaware Class 2 senate seat ‏ وقد انضم خلال فترته النيابية [الإنجليزية]‏ (4 مارس 1817 – 4 مارس 1819) للكتلة البرلمانية الحزب الفيدرالي الأمريكي.
- انتخب عضو مجلس النواب الأمريكي [الإنجليزية]‏.
- انتخب عضو مجلس الشيوخ الأمريكي [الإنجليزية]‏.